# Campionato francese di rugby a 15 1932-1933
Il Campionato francese di rugby 1932-1933 fu conquistato per il secondo anno consecutivo dal Lione che superò il Narbonne in finale.

## Formula e contesto
Il campionato segnò il ritorno dei club dissidenti dell'UFRA (Union française de rugby amateur) dopo due anni di divisioni.
La reintegrazione di queste 14 squadre (12 in realtà perché US Narbonne si sciolse e Stade Nantais si qualificò solo per il campionato "Honneur") portò ad una formula con 54 squadre divise in 6 gruppi da 9.
Sei squadre partecipanti l'anno prima non si erano qualificate: Cognac, SU Lorrain (Nancy), US Romans-Péage, US La Teste, SC Toulouse e CA Villeneuve-sur-Lot.
Otto squadre furono "promosse" nel campionato "'Excellence": SC Angoulême, US Bergerac, US Dax, UA Libourne, CS Oyonnax, CS Pamiers, SS Primevères (Club dei grandi magazzini parigini « Le Printemps ») e Valence Sportif.
Da segnalare che nessuna delle 2 finaliste del campionato "Honneur" (una sorta di seconda divisione) dell'anno precedente (CS Villefranche-sur-Saône e RC Chalon) si qualificò.
La seconda fase si svolse con le vincenti dei gironi, divise in 3 gruppi di semifinale. Le prime due di ogni girone furono qualificate per la finale.

## Prima fase
(in ordine alfabetico, i club ex-UFRA in corsivo)
- Gruppo A Albi, Auch, Le Boucau, Pamiers, Pau, Soustons, Tarbes, Toulouse OEC, Tyrosse
- Gruppo B Agen (campione 1930 e du Manoir 1932), Bayonne, SA Bordeaux, Stade bordelais, Dax, UA Gujan-Mestras (finaliste Honneur 1931), Stade Hendayais, Lourdes, Stade Nay
- Gruppo C SC Angoulême, AS Bayonne, Bègles, Bergerac, Biarritz, Libourne, Oloron, Périgueux, Peyrehorade.
- Gruppo D Bort (campione Honneur 1930), Brive, Carcassonne, Montauban, Narbonne (finalista 1932), Arlequins Perpignan, Quillan (campione 1929 e finalista 1930), Thuir, Tolosa (campione UFRA 1931 e 1932)
- Gruppo E Beziers, Grenoble, Lyon, CS Oyonnax, Perpignan, Stade Pézenas, Tolone, Valence Sportif, Vienne
- Gruppo F CASG Paris, Limoges, Lyon OU (campione 1932 e finaliste 1931), Montferrand, Primevères, Racing Parigi, Roanne, Saint-Claude, Stade français

I gironi si disputarono con partite di sola andata.

## Gironi di semifinale

### Girone 1
| Tolosa | Bayonne | 15 – 10 | Tolone |  |

| Béziers | Narbonne | 3 – 0 | Tolone |  |

| Tolosa | Narbonne | 14 – 0 | Bayonne |  |

 Classifica finale :  Narbonne 6 , Bayonne 4, Tolone 2

### Girone 2
| Narbonne | Lyon OU | 9 – 0 | Libourne |  |

| Tolosa | Libourne | 5 – 3 | Pau |  |

| Bordeaux | Pau | 8 – 3 | Lyon OU |  |

 Classifica finale :  1. Lyon OU 2.Pau 3. Libourne
(Lione si qualifica per miglior differenza punti)

## Finale
| Arbitro: | Abel Martin |

| |            | |
| mete: Graule e Valin Drop: Janoglio | Marcatori  | mete: Sanguerra |
| Jean Rat Fernand Cartier Billerach Fleury Panel Joseph Griffard Lucien Laffont Louis Vallin Léopold Barrère Jean Brial Georges Battle Albert Janoglio Noêl Salzet Vincent Graule Jean Siré Henri Marty | Formazioni | Albert Sanguerra Roger Bricchi André Laroche Joseph Choy René Araou François Lombard André Pinol Alexandre Iche Honoré Laffont Pierre Tisseyre Alphonse Jalabert Marcel Raynaud Albert Cauneille Francis Vals Emile Clottes |